# Grace Gabriel
Pour les articles homonymes, voir Gabriel.
Grace Gabriel Ofodile (née le 25 juin 1988 à Jos) est une joueuse nigériane de badminton.

## Carrière
Elle a remporté la médaille d'or en simple aux Championnats d'Afrique de badminton 2012 et 2013. Elle a atteint le 82ème rang mondial.
Elle termine seconde en simple aux Jeux africains 2011
plus aux Championnats d'Afrique de badminton 2014 et de nouveau seconde aux Jeux africains 2015.
En septembre 2013, elle est l'une des 14 joueurs sélectionnés pour le programme En route pour Rio (en), dont le but est d'aider des joueurs de badminton africains à  participer aux Jeux olympiques de 2016.
Elle réside aux Pays-Bas.

## Palmarès
Championnats d'Afrique de badminton
- 2014 :  en simple dames.
- 2013 :  en simple dames.
- 2012 :  en simple dames.
- 2011 :  en simple dames.

- 2011 :  en double dames, avec Enejoh Abah.

Jeux africains
- 2015 :  en simple dames.
- 2011 :  en simple dames.

- 2015 :  en double dames, avec Maria Braimoh.

Tournois BWF
En simple :
- Nigeria International 2015 : .
- Ethiopia International (en) 2015 : .
- Botswana International (en) 2014 : .
- Zambia International 2014 : .
- Nigeria International 2014 : .
- Ethiopia International (en) 2014 : .
- Kenya International (en) 2014 : .
- Mauritius International (en) 2013 : .
- Kenya International (en) 2013 : .

En double dames :
- Uganda International (en) 2016 :  avec Ogar Siamupangila.
- Botswana International (en) 2015 :  avec Ogar Siamupangila.
- Nigeria International 2015 :  avec Maria Braimoh.
- Mauritius International (en) 2015 :  avec Ogar Siamupangila.
- Botswana International (en) 2014 :  avec Elme de Villiers.
- Zambia International 2014 :  avec Kate Foo Kune.
- Botswana International (en) 2013 :  avec Yeldie Louison.
- Mauritius International (en) 2013 :  avec Dorcas Ajoke Adesokan.
- Kenya International (en) 2013 :  avec Dorcas Ajoke Adesokan.
- Uganda International (en) 2013 :  avec Shama Aboobakar.